# Джоан Спіллейн
Джоан Спіллейн (англ. Joan Spillane, 31 січня 1943) — американська плавчиня.
Олімпійська чемпіонка 1960 року.
Переможниця Панамериканських ігор 1959 року.